# Burmeister-disznódelfin
A Burmeister-disznódelfin vagy Burmeister-delfin (Phocoena spinipinnis) az emlősök (Mammalia) osztályának párosujjú patások (Artiodactyla) rendjébe, ezen belül a disznódelfinfélék (Phocoenidae) családjába tartozó faj.
Nevét Hermann Burmeister német zoológus tiszteletére kapta, aki a fajt 1865-ben felfedezte, illetve elsőként leírta.

## Előfordulása
Elterjedési területe a Tűzföldtől (Dél-Amerika déli csücske) Peru északi részéig (a csendes-óceáni oldalon) és Brazília déli részéig (az atlanti-óceáni oldalon) tart. Eloszlása valószínűleg nem összefüggő, bár nincs elegendő adat ennek bizonyítására. Úgy vélik, hogy a csendes-óceáni partok mentén gyakoribb, mint az atlanti partoknál, és előfordul a Falkland-szigetek körül is. A hideg, sekély vizeket kedveli a folyótorkolatok és a partok közelében. Évszakos vándorlásáról kevés az adat.

## Megjelenése
Testhossza 1,4-2 méter, tömege körülbelül 40-70 kilogramm. A leggyakoribb kis termetű cetfaj Dél-Amerika déli része körül, de mivel nagyon félénk és nehéz észrevenni, nem nagyon ismert. Apró termete és testének hátulsó harmadán található, hátrafelé mutató hátúszója alapján különböztethető meg más fajoktól. A csendes-óceáni partok mentén számos más kis termetű cetfajjal él közös területen, leginkább a chilei delfinnel téveszthető össze, de annak hátúszója lekerekített, és csaknem háta közepén helyezkedik el. Az atlanti-óceáni partok mentén élő állatok nagyobbak lehetnek, de erről még nincs elegendő adat. Pusztulásuk után néhány órával teljesen feketévé válnak.

## Életmódja
Alig fodrozza a vizet, ha a felszínre jön, mozgása darabos. A disznódelfinek többségéhez hasonlóan ritkán (vagy sohasem) ugrik. A kis számú megfigyelés szerint nagyon félénk állat. Egyes leírások szerint a csoportok szétszóródnak, ha megriadnak vagy ha csónak közelít, majd később újra egyesülnek. Átlagos csoportmérete 1-8 példányból áll, de Perunál megfigyeltek már 70 egyedet is együtt. Úgy vélik, sötétedés után nagyon megközelíti a partokat. Tápláléka halakból, különféle fejlábúakból és világító krillekből vagy egyéb rákokból áll.

## Szaporodása
Az újszülött mérete körülbelül 45-50 centiméter.